# Michele Rua
Michele Rua (Torino, 9 giugno 1837 – Torino, 6 aprile 1910) è stato un presbitero e educatore italiano.
Primo successore di don Bosco, è stato beatificato il 29 ottobre 1972 da papa Paolo VI.

## Biografia

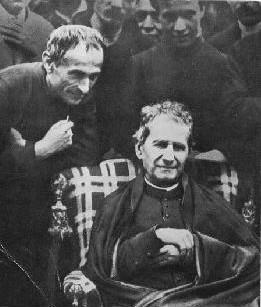
Il beato Michele Rua con don Bosco, ormai anziano, in visita alla casa salesiana di Barcellona (1885)

Ultimo dei nove figli di Giovanni Battista Rua, rimane orfano di padre il 2 agosto 1845. Vive con la madre, che ha un alloggio nella azienda dove lavora.
Studia dai Fratelli delle Scuole Cristiane fino alla terza elementare.È lì che conosce don Giovanni Bosco che gli propone di continuare gli studi da lui.
Partecipa subito all'oratorio e diventa un entusiasta amico del santo. Spinto sempre da don Bosco, prende la strada del sacerdozio e il 3 ottobre 1853 riceve da don Bosco stesso l'abito clericale ai Becchi di Castelnuovo Don Bosco, in una cappella fatta costruire dal sacerdote astigiano. Nel 1855 fece nelle mani del fondatore i voti di povertà, castità e obbedienza. Era il primo salesiano.
Nel 1859 papa Pio IX ufficializza la congregazione salesiana; don Bosco è superiore generale e Rua è direttore spirituale: diventa di fatto il "braccio destro" del santo che già da anni serviva nell'ombra. Un giorno ebbe a dire: "traevo maggior profitto nell'osservare don Bosco, anche nelle sue azioni più umili, che a leggere e meditare un trattato di ascetismo".
Il 28 luglio 1860 viene ordinato presbitero. Nel 1865 è nell'oratorio di Valdocco a Torino; ci sono settecento ragazzi e le vocazioni sono molteplici, ma il lavoro di Rua è devastante. Nel luglio 1868 sfiora la morte a causa di una peritonite; i medici gli danno poche ore di vita, ma invece arriva la guarigione, pare per miracolo compiuto per intercessione di Don Bosco.
Il peso della congregazione è per metà di nuovo sulle sue spalle, ma la salute di don Bosco peggiora e nel 1884 è il papa stesso a suggerire di pensare al suo successore, che ovviamente deve essere Michele Rua. Il 31 gennaio 1888 muore don Bosco e Rua diventa il superiore generale dei Salesiani.
Nel 1889 riprende prepotente l'espansione della congregazione, che ormai ha una dimensione mondiale con case in tutti i continenti.

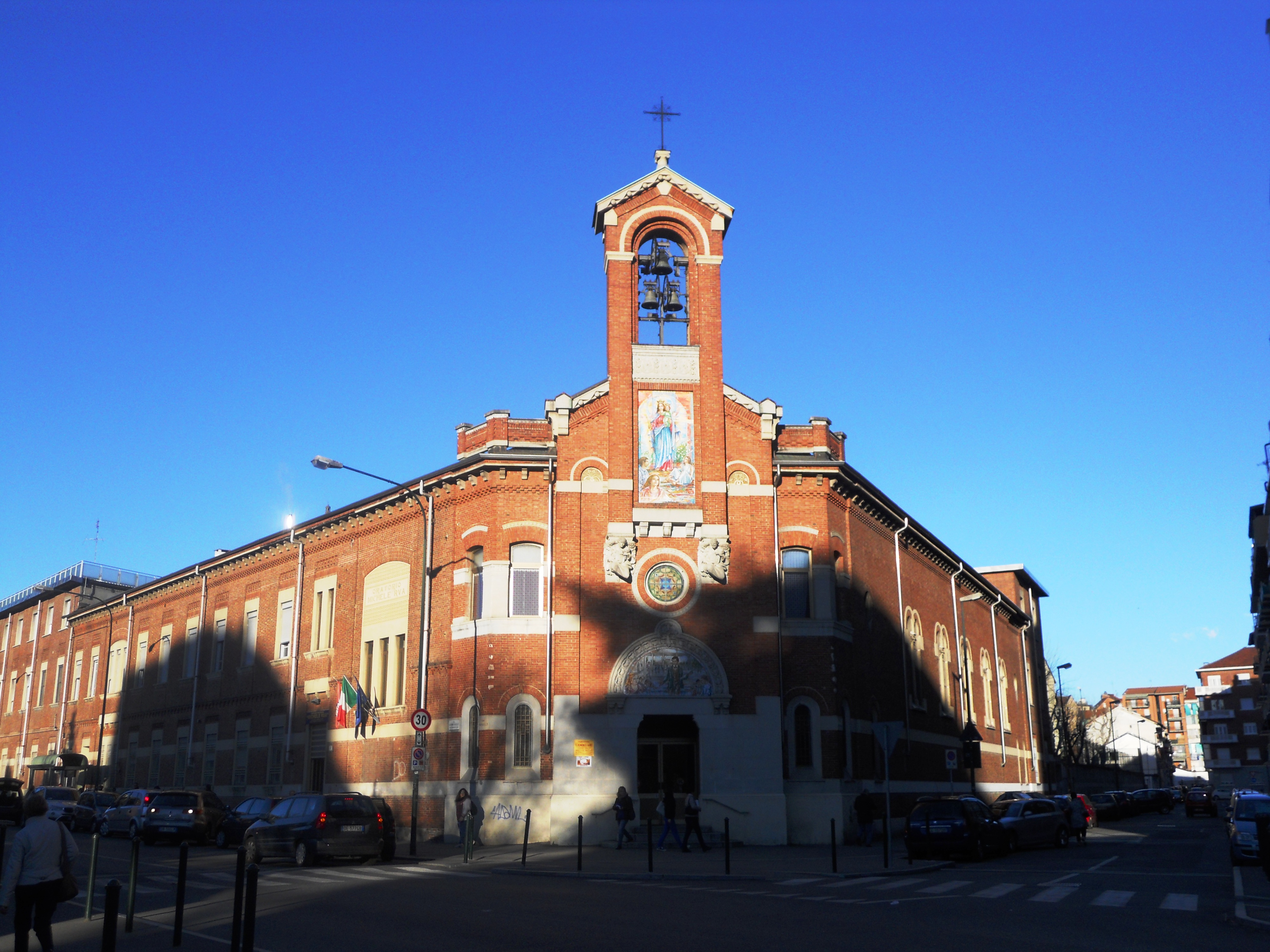
Chiesa di San Domenico Savio già della Madonna del Rosario (opera dell'arch. Giulio Valotti - 1921 Torino, l'annesso oratorio è intitolato a Michele Rua)

Michele Rua si trova così a capo di numerose case e migliaia di religiosi. Non è certo tipo da stare con le mani in mano; negli anni insiste sull'attuazione del sistema preventivo di don Bosco, visita le opere salesiane percorrendo centinaia di migliaia di chilometri nonostante che con l'avanzare dell'età cominci ad avere seri problemi di salute. Nel 1907 viene inventato di sana pianta uno scandalo in un collegio, l'Italia si scatena contro i salesiani. Ma Rua è in prima fila a lottare e tutto finisce in semplici calunnie.
Dopo aver avuto la gioia di vedere don Bosco dichiarato "venerabile" (1907), e di aver finito di costruire la chiesa di Santa Maria Liberatrice nel rione romano di Testaccio (1908), si ammala ed è costretto a letto; spirerà due anni più tardi.
Aveva ricevuto dal fondatore 700 religiosi in 64 case disseminate in 6 paesi, lascia al suo successore 4000 religiosi in 341 case sparse in 30 nazioni.
Il primo successore di don Bosco, rettore maggiore dei salesiani, viene proclamato beato nel 1972 da papa Paolo VI, che di lui dice: "Ha fatto della sorgente un fiume". La sua salma riposa ora a Torino, nella cripta della Basilica di Maria Ausiliatrice, casa madre della congregazione di don Bosco.

## Scritti
- Lettere circolari di D. Bosco e di D. Rua ed altri loro scritti ai Salesiani, Torino, Tipografia salesiana, 1896;
- Lettere circolari di don Michele Rua ai Salesiani, Torino, Tip. S.A.I.D Buona Stampa, 1910;
- Circolare sulla povertà: 31 gennaio 1907, Torino, Direzione generale Opere salesiane, 1961;
- Lettere circolari di don Michele Rua ai Salesiani, Torino, Direzione Generale Opere Salesiane, 1965;
- Lettere inedite di don Rua conservate presso l'archivio salesiano di Caserta, a cura di Nicola Nannola, Roma, LAS, 1986?;
- La missione fra gli indigeni del Mato Grosso: lettere di don Michele Rua, 1892-1909, a cura di Antonio da Silva Ferreira, Roma, LAS, 1993;